# دولت خودمختار خراسان
جمهوری خودمختار خراسان ایران یک دولت میلیتاریستی در محدوده کشور ایران بود.
تاریخ تأسیس این دولت خودمختار به‌طور رسمی در ۲ آوریل، ۱۹۲۱میلادی است. با این حال این دولت چندماه بعد در تاریخ ۶ اکتبر ۱۹۲۱ سقوط کرد. این دولت منطقه‌ای در محدوده‌ای ۳۸۸٬۳۳۲ کیلومتر مربع به پایتختی مشهد بود.

## اطلاعات دولت
- سال تأسیس و استقلال: ۲ آوریل ۱۹۲۱میلادی
- سقوط و انحلال:۶ اکتبر ۱۹۲۱ میلادی
- پایتخت:مشهد
- شهرهای بزرگ تحت نظر :نیشابور، قوچان، بجنورد، سبزوار، تربت حیدریه، فردوس، تربت جام، طبس، بیرجند
- نوع حکومت :دولت نظامی ملی‌گرای سکولار
- مساحت:۳۸۸٬۳۳۲ کیلومتر مربع شامل استانهای کنونی ایران: استان خراسان رضوی خراسان شمالی خراسان جنوبی گلستان و بخش‌هایی از سیستان و بلوچستان
- تعداد نیروهای مسلح: